# Insurgency
Insurgency é um jogo eletrônico multijogador de tiro tático em primeira pessoa desenvolvido pela New World Interactive. É uma sequência independente de Insurgency: Modern Infantry Combat, um mod de Half-Life 2 feito pela comunidade no motor gráfico Source da Valve. O jogo foi lançado para Microsoft Windows, OS X e Linux em 22 de janeiro de 2014.
O jogo recebeu críticas de mistas para positivas de críticos de jogos, que o compararam com Counter-Strike: Global Offensive, mas foi aclamado pelos jogadores por seu realismo, dificuldade severa, suporte para mod, design de som, animações, níveis e jogabilidade. O sucesso do jogo gerou um spin-off, Day of Infamy (2017), e uma sequência, Insurgency: Sandstorm (2018).

## Desenvolvimento
Inspirado pela recepção do mod Insurgency: Modern Infantry Combat para Half-Life 2, uma sequência dedicada foi colocada em desenvolvimento. Em julho de 2012, um kickstarter foi lançado para Insurgency, com uma meta de US$ 180.000. O kickstarter mais tarde falhou com apenas 37% da meta monetária aumentada. Depois de vários obstáculos para superar, como ficar constantemente sem fundos, o jogo foi finalmente lançado no acesso antecipado do Steam em março de 2013. Durante os dez meses de acesso antecipado, os desenvolvedores de Insurgency conseguiram obter feedback da comunidade e atualizaram completamente o jogo. O jogo foi lançado oficialmente em 22 de janeiro de 2014.

## Sequência
Em fevereiro de 2016, a New World Interactive anunciou uma sequência, Insurgency: Sandstorm. O jogo está disponível para Microsoft Windows e para Playstation 4, Xbox One, Playstation 5 e Xbox Series X/S. Insurgency: Sandstorm é publicado pela Focus Home Interactive e usa o motor Unreal Engine 4. Originalmente planejado para ser lançado em 2017, a versão do jogo para Microsoft Windows foi lançada em 12 de dezembro de 2018, no Steam, com aclamação da crítica de críticos de jogos e jogadores. As versões de console foram lançadas em 29 de setembro de 2021 para esses consoles.